# My Sweet Pepper Land
Pour plus de détails, voir Fiche technique et Distribution.
My Sweet Pepper Land est un film dramatique franco-germano-kurde coécrit et réalisé par Hiner Saleem, sorti en 2013.

## Synopsis
Baran, ancien résistant contre Saddam Hussein et en faveur de l'indépendance kurde, retrouve sa vieille mère après une longue période éloigné d'elle. Celle-ci organise aussitôt de ridicules rencontres avec des jeunes filles dans le but de le marier au plus vite. Il fuit alors pour échapper à cette emprise familiale et accepte un poste de policier au commissariat d'un village isolé au nord du Kurdistan irakien, près de la frontière turque. Son prédécesseur a été assassiné, mais il va se donner pour digne mission de lutter contre la corruption et d'affirmer son autorité et celle de l'État pour que le pays retrouve la paix et la sécurité. Il se trouve très vite confronté à Aziz Aga, chef tribal mafieux qui règne en maître sur la région, jusqu'à tenir la justice sous sa coupe. Aziz affirme à Baran que la loi ancestrale clanique ne peut être soumise à la loi de l'État. Les hommes de main d'Aziz Aga viennent menacer Baran à plusieurs reprises.
Dans le même temps, Govend, jeune femme très instruite qui a vécu dans un milieu plus urbain, obtient l'accord de son père, malgré la réticence brutale et le machisme paternaliste de ses nombreux frères, pour devenir l'institutrice du même village du nord du Kurdistan. Tout y est à construire en matière d'éducation. Mais sa venue au village suscite bientôt la méfiance car son aspect et son comportement trop progressistes sont jugés incompatibles avec les traditions locales.
Aziz Aga et ses adjoints, règnent sur la région par la terreur. Ils en veulent autant à l'institutrice qu'au policier, qui cherche à mettre son nez dans leurs petits trafics de drogue et de médicaments. Ils font courir la rumeur selon laquelle les deux nouveaux arrivants enfreignent les bonnes mœurs par une liaison amoureuse alors qu'ils ne sont pas mariés. Baran et Govend ne font pourtant que se rencontrer et échanger quelques impressions sur la musique, se soutenant l'un l'autre, alors que naît un sentiment entre eux. Les villageois, se sentant salis par ce supposé déshonneur, décident de retirer leurs enfants de l'école. Alors qu'Aziz Aga et ses miliciens entreprennent d'éliminer Baran, Govend, désespérée et dans une impasse, se décide à quitter le village, mais revient finalement dans les bras de Baran.
En représailles d'une attaque, un groupe de résistantes kurdes décime le groupe d'Aziz Aga. Les frères de Govend essayent de la forcer à revenir vers leur père. En vain.

## Fiche technique
- Titre original : My Sweet Pepper Land
- Réalisation : Hiner Saleem, assisté d'Antoine Chevrollier
- Scénario : Hiner Saleem et Véronique Wüthrich
- Décors : Fehmi Salim
- Costumes : Pauline Batista, Ceylan Remezan
- Photographie : Pascal Auffray
- Son : Miroslav Babic
- Montage : Sophie Reine, Clémence Samson, Juliette Haubois
- Musique : non originale (voir section « Musique du film »)
- Production : Marc Bordure et Robert Guédiguian
- Sociétés de production : Agat films & Cie (France), Arte France Cinéma, Chaocorp Développement (France), HS Production (Hiner Saleem Production, Kurdistan), Rohfilm (Allemagne)[1]
- Sociétés de distribution : Memento Films distribution (France), Films Distribution (international)
- Budget : 2,6 millions €[2]
- Pays de production :  France,  Allemagne,  Kurdistan[1]
- Langues originales : kurde, turc, arabe[3]
- Format : couleur — 1,85:1 — stéréo 5.1
- Genre : drame, western, thriller
- Durée : 95 minutes
- Dates de sortie : 
  - France : 22 mai 2013 (Festival de Cannes) ; 9 avril 2014 (sortie nationale)

## Distribution
- Golshifteh Farahani : Govend, l'institutrice
- Korkmaz Arslan : Baran, le commissaire
- Suat Usta : Reber, l'adjoint de Baran
- Mir Murad Bedirxan : Tajdin, le neveu d'Aziz Aga
- Tarik Akreyi : Aziz Aga, le chef de tribu mafieux
- Feyyaz Duman : Jaffar
- Véronique Wüthrich : Nîroj

## Production

### Tournage
- Extérieurs : décors naturels du Kurdistan, Erbil[1].

### Musiques du film
Le film fait entendre des morceaux traditionnels kurdes et des musiques empruntées à d'autres styles. Govend joue du hang dans le film, et celui ci est très présent. Hiner Saleem spécifie : « Comme Baran, j'écoute toutes sortes de musiques, d'Elvis Presley à Bach, en passant par des chansons traditionnelles kurdes. […] Du coup, la musique reflète cette démarche : mon univers, c'est à la fois le blues américain et des airs traditionnels kurdes. […] Golshifteh Farahani, c'est une excellente pianiste. […] Je ne voulais pas me priver de son talent de musicienne. J'avais envie d'entendre cet instrument peu connu qu'est le hang, qu'elle sait jouer. Cet instrument a été inventé par deux Suisses. Il se rapproche du piano et des percussions, tout en dégageant des sonorités magnifiques. Certains pensent que c'est un instrument kurde traditionnel, mais personne ne pourrait s'imaginer qu'il a été mis au point par des hippies suisses ! ».

## Distinctions

### Récompenses
- Festival du film de Cabourg 2013 : Prix de la Jeunesse
- Festival 2 Valenciennes 2014 : Grand Prix du Jury

### Nominations et sélections
- Festival de Cannes 2013 : sélection officielle « Un certain regard »
- Festival international du film de Melbourne 2013 : sélection « International Panorama »[4] ,[3]
- Festival international du film de Palm Springs 2014 : sélection « World Cinema Now »